# Anders Bentsen Bille
 For alternative betydninger, se Anders Bille. (Se også artikler, som begynder med Anders Bille)
Anders Bentsen Bille (født 4. april 1477, død 23. oktober 1555), dansk rigsråd.
Bille var en søn af Bent Bille. Hans første hustru var Pernille Krognos, datter af den rige Oluf Stigsen Krognos til Bollerup og Anne Mouritsdatter Gyldenstjerne. Hustruen døde i 1533.
Han var 1502 arkelimester (dvs. anfører for artilleriet) under den senere Christian 2.s togt i Västergötland.
Han fik 1505 Stegehus med Møn i pant og udmærkede sig her 1510 ved Steges forsvar mod lübekkerne.
I 1508 havde han rodet sig ind i en alvorlig sag, da han i hidsighed på Helsingborg Slot "kom for Skade og ihjelslog" en skånsk adelsmand, Niels Hack til Hækkebjærg, og tilmed mens både kongen og ærkebiskoppen var tilstede. Først i 1513 fik han ved blodpenge til slægtningene udsonet dette.
Ved Christian 2.s kroning blev Bille slået til ridder og blev, måske allerede i slutningen af denne konges regeringstid, optaget i rigsrådet. Efter at kongen i april 1523 havde forladt landet, sluttede Bille sig til Frederik 1. Han fik Stevns Herred, hvor hans gård Søholm lå, i pant, blev indsat som statholder for Sjælland og fik som sådan, i forening med Johan Rantzau, den opgave at straffe de oprørske bønder, som flere steder rejste sig mod den ny regering.
Da grevens fejde brød i 1534, var Bille høvedsmand på Sjælland. Da han fra Stege ville ile til København, blev han nødt til at søge tilflugt på Søholm. Han måtte efter en kortvarig belejring overgive sig til grev Kristoffer, hvorpå Bille sluttede forlig med denne, svor ham troskab på Christian 2.s vegne, blev hans vigtigste rådgiver og havde stor del i, at den øvrige østdanske adel fulgte hans eksempel.
Den fremtrædende stilling hindrede dog ikke, at Bille, da modstanden voksede greven over hovedet, i januar 1535 blev fængslet, og at Søholm blev jævnet med jorden. Som mange andre adelsmænd førtes Bille senere som fange til Mecklenburg.
Da København juli 1536 havde overgivet sig til Christian 3., blev de mecklenburgske fanger overgivet til denne. Bille blev holdt i forvaring i Holsten og fik først i december dette år sin frihed og sine godser tilbage. Han mistede imidlertid alle sine forleninger og sin rigsrådsstilling, da Christian 3. betragtede hans tilslutning til grev Kristoffer som forræderi og brud på det løfte, som rigsrådet havde givet om at tage en af Frederik 1.s sønner til konge efter dennes død.
Med sin tilpasningsevne forstod han dog at rejse sig efter de store tab. I 1537 blev han på ny rigt gift. Hans anden hustru var Anne Lykke til Hverringe, datter af den da nyligt afdøde rigsråd Peder Lykke.
Da den indflydelse, de holstenske adelsmænd efter 1536 havde haft, atter fortog sig, blev Bille i 1540 genoptaget i Rigsrådet, fik Stege tilbage og indtog igen til sin død en anset stilling.